# Rob de Vries (acteur)
Rob de Vries, eigenlijke naam Abraham de Vries (Amsterdam, 9 juni 1918 – aldaar, 9 juli 1969), was een Nederlands acteur en verzetsstrijder.

## Levensloop
In 1938 maakte De Vries zijn acteerdebuut in het toneelstuk De Wrekende God van toneelschrijver Eduard Veterman.
In de Tweede Wereldoorlog sloot De Vries zich aan bij het verzet. Hij maakte deel uit van de verzetsgroep Luctor et Emergo, die de verantwoordelijkheid droeg voor de vervalsing van zo'n tweeduizend persoonsbewijzen en hulp bood aan neergestorte geallieerde piloten. De Vries hielp ook bij de ontsnapping van joodse kinderen uit de Hollandsche Schouwburg, de verzamelplek waarvandaan opgepakte joden naar Kamp Westerbork werden overgebracht. De verzetsgroep, waaronder De Vries, werd in 1943 grotendeels opgerold. De Vries werd bij het proces in juli 1944 vrijgesproken, doordat Eduard Veterman bewijslast wegwerkte door het op te eten. Toch kwam hij aanvankelijk niet vrij. Op Dolle Dinsdag hadden de nazi's geen vervoer voor De Vries. Hij werd door dronken bewakers in Utrecht, waar hij gevangen zat, op straat voor dood achtergelaten. Hij raakte daarna wederom betrokken bij het verzet.

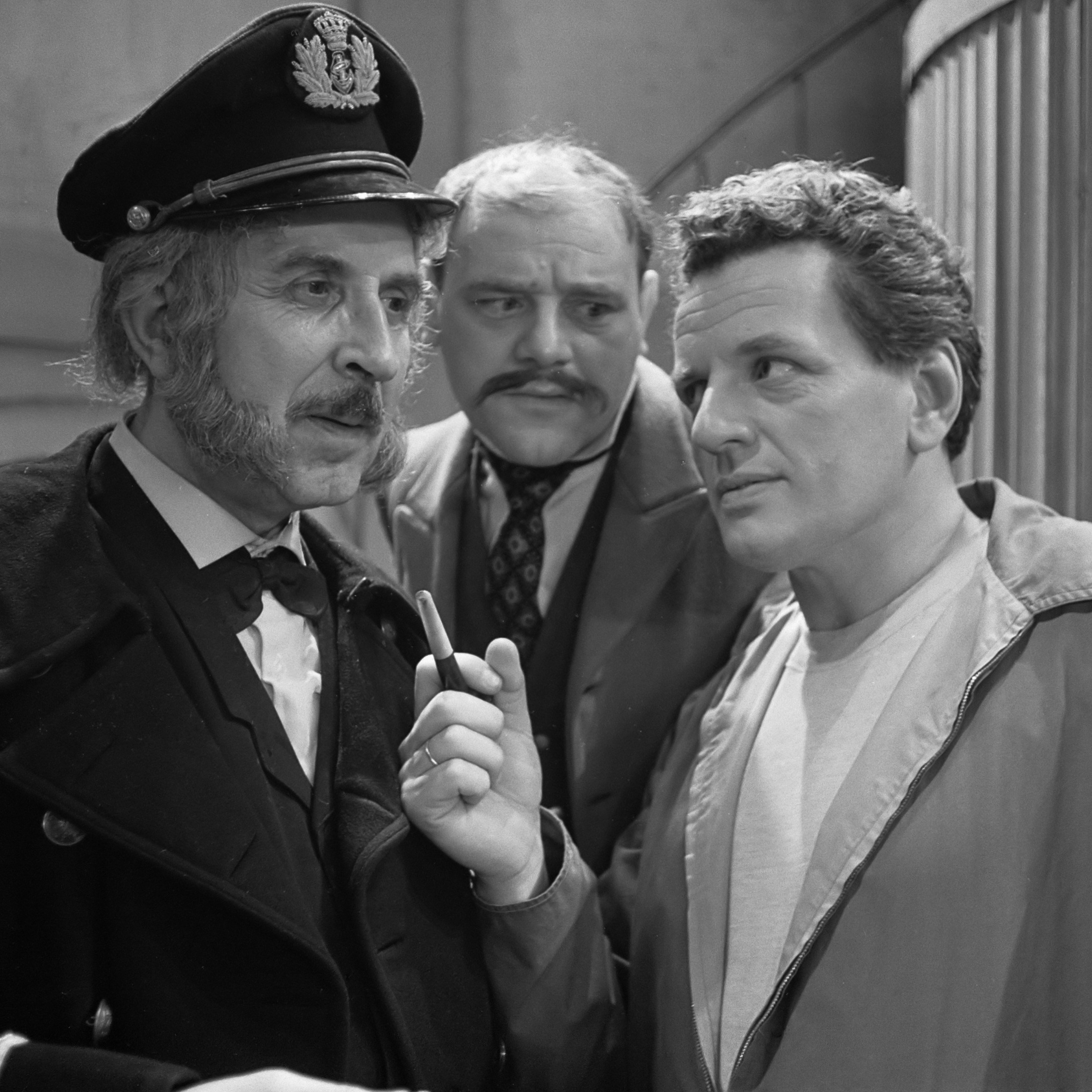
V.l.n.r. Hans Tiemeijer, Bernhard Droog en Rob de Vries (1962)

De Vries - die zelf van joodse afkomst was - slaagde er in 1943 in op persoonlijke titel om zijn vriendin Hannelore Cahn uit Westerbork te helpen ontsnappen. Hij vermomde zich als treinrangeerder en met hulp van de Drentse machinist reed hij met de posttrein Kamp Westerbork in. Onder lege zakken gedoken reed zijn geliefde mee naar buiten. Na een aantal weken keerde Cahn echter vrijwillig weer terug naar Westerbork. Kampcommandant Albert Konrad Gemmeker hield zijn belofte dat Cahn niet op transport zou worden gezet, wanneer zij vrijwillig terugkeerde naar het kamp. Zij trouwde met een van de leden van de Joodse ordedienst.
Na de oorlog was De Vries onder meer te zien in de films Een koninkrijk voor een huis, Ciske de Rat, De Laatste Passagier en De Overval en de toneelstukken De wereld heeft geen wachtkamer, Billy Bud, Peer Gynt en Het dagboek van Anne Frank. Ook verleende hij zijn medewerking aan verschillende hoorspelen.
Van 1961 tot zijn dood in 1969 was De Vries directeur van het Nieuw Rotterdams Toneel. Eerder was hij directeur van de Arnhemse toneelgroep Theater.

## Persoonlijk
De Vries is de vader van acteurs Edwin de Vries en Bart de Vries. Hij overleed in juli 1969 op 51-jarige leeftijd in het Wilhelmina Gasthuis in Amsterdam. Op 14 juli 1969 vond de uitvaartplechtigheid plaats in crematorium Ockenburgh in Den Haag.